# Ramón Orlando
Ramón Orlando Valoy García (* 29. Juni 1960 in Santo Domingo) ist ein dominikanischer Merenguemusiker.
Orlando studierte ab 1975 am Conservatorio Nacional de Música, wo er einen Abschluss als Maestro de Piano ablegte. Vierzehnjährig debütierte er als Solist beim Orquesta La Tribu seines Vaters Cuco Valoy, mit dem er bis 1984 als Pianist, Arrangeur, Komponist und Sänger zusammenarbeitete.
1986 gründete er das Orquesta Internacional, mit dem er Preise wie El Gordo del Año, El Dorado und Casandra gewann. 1990 vertrat er mit seinem Orchester die Dominikanische Republik beim Festival der Karibischen Musik in Belgien. Mit dem Konzert Las dos facetas del Maestro trat er im New Yorker Lehman-Auditorium auf. Mit dem Konzert No hay nadie más hatte er Auftritte in Santiago de los Caballeros, Santo Domingo, San Francisco, Chvón und La Vega auf.
1995 gründete er die Gruppe Los Cantantes. Mit dieser nahm er den Titel El venao auf, der internationalen Erfolg in Amerika und Europa hatte. 1997 debütierte er mit dem Orquesta Sinfónica Nacional de la República unter Leitung von José Antonio Molina als klassischer Pianist in George Gershwins Rhapsody in Blue.
Insgesamt nahm Orlando mehr als 50 Alben auf, darunter mehr als ein Dutzend mit seinen eigenen Ensembles. Er wurde als Ehrenbürger von Santo Domingo ausgezeichnet.